# Буюрди (блюдо)
Буюрди (греч. Μπουγιουρντί) — блюдо греческой кухни, горячая закуска или мезе. Особенно популярна в регионе Салоники или Центральная Македония, кухня которого подверглась турецкому и болгарскому влиянию.
Слово boujurdi первоначально означало письменный приказ чиновника Османской империи (тур. buyurdi) . Сегодня это официальный документ, особенно приказ, обычно с неприятным финансовым содержанием.  Отсюда распространённая фраза: «Вам пришло буюрди из налоговой инспекции?».
Закуска была так названа именно потому, что в результате получается довольно горячей. Блюдо готовится из сыра фета, нарезанных помидоров, болгарского перца, оливкового масла и, возможно, лука, которые смешиваются и приправляются паприкой, орегано. Также блюдо готовят с различными традиционными греческими сырами, овощами, зеленью и специями по вкусу. Выпекается в традиционном небольшом глиняном горшочке в духовке, пока фета не расплавится; сверху часто закрывают фольгой .
Подаётся со свежим хлебом, который обмакивают в ароматный соус.